# Vacche amiche
Vacche amiche è un'autobiografia del 2015 dello scrittore italiano Aldo Busi.

## Contenuti
Vacche amiche è il primo testo autobiografico di Busi, che sarà seguito a distanza di pochi mesi da L'altra mammella delle vacche amiche. O meglio un testo autobiografico che serve da pretesto per parlare d'altro.
Partendo dalla storia del rapporto con tre vecchie amiche della borghesia italiana verso le quali ha sempre nutrito un sincero sentimento di amicizia disinteressata e di amore platonico, e dalle quali è stato però spesso contraccambiato con menzogne, intere o solo per metà, lo scrittore si avventura gradualmente nell'analisi della natura dei rapporti tra uomini e donne quando questi sono ad armi pari, e ai loro potenziali e rivoluzionari riflessi politici, costruendo così, tassello per tassello, un saggio (romanzato) sull'identità umana e civile.

## Edizioni
- Aldo Busi, Vacche amiche (un'autobiografia non autorizzata), Venezia, Marsilio Editore, 2015, ISBN 8831721682.